# Bürstädter Zeitung
Die Bürstädter Zeitung war eine deutschsprachige Lokalzeitung, die in der hessischen Stadt Bürstadt erschien. Seit 2001 wurde sie von der VRM GmbH & Co. KG herausgegeben. Zum 1. Januar 2025 wurde das Blatt als eigenständiger Titel eingestellt und mit dem Starkenburger Echo vereint.

## Geschichte
Die Bürstädter Zeitung wurde am 19. November 1910 durch den Verleger Matthias Träger ins Leben gerufen. Anfangs erschien die damals vierseitige Zeitung dreimal in der Woche. Ab 1926 erschien sie täglich.
1935 wurden dem Verleger Franz Träger die Verlagsrechte entzogen, vermutlich aufgrund einer in der Bürstädter Zeitung veröffentlichten Kritik über Adolf Hitlers Buch Mein Kampf. Fortan erschien die Bürstädter Zeitung lediglich als Unterausgabe der Wormser Zeitung. Mit dem Bombenangriff auf das Verlagsgebäude in Worms 1943 fand die Produktion der Zeitungen jedoch ein Ende.
Erst sechs Jahre später etablierte sich im Jahr 1949 die Bürstädter Zeitung wieder von Neuem. Verlegt wurde die Zeitung weiterhin von der Familie Träger. Im Jahr 2000 wurde die Bürstädter Zeitung von der VRM GmbH & Co. KG übernommen.